# 道峰運転免許試験場
道峰運転免許試験場（トボンうんてんめんきょしけんじょう）はソウル特別市蘆原区にある道路交通公団の運転免許試験場である。

## 施設概要
ソウル交通公社倉洞車両基地の近くにあり、本館（免許更新、学科試験受付など）と技能試験場がある

### 本館
- 1階:申請書受付、案内状、休憩所
- 2階:学科試験場、交通安全教育室、会議室
- 3階：
- 地下:食堂、身体検査室

## 学科試験
- PC式
- 手話ビデオ（重度の聴覚障害者対象）

## 技能試験が可能な運転免許の種類
各運転免許の詳細については運転免許の区分を参照
- 第一種大型免許
- 第一種普通免許
- 第二種普通免許
- 第二種小型免許
- 第二種原動機付自転車免許

## 交通アクセス
- ソウル交通公社4号線蘆原駅9番出口から議政府方面へ徒歩5分
- ソウル交通公社7号線蘆原駅8番出口から議政府方面へ徒歩5分